# Hanna Iłowiecka-Przeciszewska
Hanna Iłowiecka-Przeciszewska (ur. 1 października 1923, zm. 6 czerwca 2013) – polska działaczka katolicka i społeczna.

## Życiorys
Była córką przemysłowca Kazimierza Iłowieckiego i Wandy Piszczatowskiej. Jej ojciec podczas okupacji niemieckiej piastował funkcję zastępcy Delegata Cywilnego Rządu RP na województwo warszawskie. Podczas wojny uczyła się na tajnych kompletach, najpierw uzyskując maturę w roku 1941, w warszawskim Liceum im. Cecylii Plater-Zyberkówny. Następnie studiowała pedagogikę w ramach podziemnego Uniwersytetu Ziem Zachodnich w Warszawie.
Już w czasie wojny działała w Sodalicji Mariańskiej, a tuż po zakończeniu działań wojennych była współorganizatorką struktur Sodalicji Mariańskiej w Polsce. W latach 1946–1947 piastowała funkcję prezeski żeńskiej akademickiej Sodalicji Mariańskiej w Warszawie. W latach 1948–1952 była za swoją działalność więziona w piwnicach Ministerstwa Bezpieczeństwa Publicznego, a następnie więzieniu przy ul. Rakowieckiej w Warszawie. Od 1956 roku działaczka Klubu Inteligencji Katolickiej w Warszawie, była założycielką Sekcji Rodzin przy KIK-u oraz jego wieloletnią przewodniczącą. W latach 1964–1972 członek Zarządu, a od 1969 do 1972 także wiceprezes stołecznego KIK-u. Delegatka na Światowy Kongres Laikatu w Rzymie. Była redaktorem Chrześcijanina w Świecie w latach 1977–1987.
Członek honorowy KIK oraz członek Kapituły Nagrody „Pontifici” Budowniczemu Mostów.
Zmarła 6 czerwca 2013. Mszy pogrzebowej w warszawskim Kościele pw. św. Marcina na Starym Mieście, przewodniczył Metropolita warszawski kard. Kazimierz Nycz, a liturgię koncelebrował sekretarz generalny Konferencji Episkopatu Polski bp Wojciech Polak wraz z kilkunastoma innymi księżmi. Hanna Iłowiecka-Przeciszewska została pochowana 12 czerwca 2013 roku, w grobowcu rodzinnym na Starych Powązkach w Warszawie.

## Odznaczenia
- Złoty Krzyż Zasługi
- Krzyż Kawalerski Orderu Odrodzenia Polski[1]